# Sebastián Toro
Sebastián Patricio Toro Hormazábal (Santiago del Cile, 2 febbraio 1990) è un ex calciatore cileno, di ruolo difensore.

## Carriera

### Club
Fa il suo debutto da professionista nella massima serie del campionato cileno nel 2009 con la maglia del Colo-Colo.

### Nazionale
Ha collezionato 5 presenze ed un gol con la nazionale cilena.